# Catalina Video
Catalina Video és una empresa productora de Pornografia gai fundada l'any 1978 per William Higgins. La companyia havia estat una distribuïdora per a l'empresa Nova Studios. L'any 1987, Scott Masters va ser contractat com a cap de producció, i va començar a rodar pel·lícules per a l'estudi. Els ingressos de la companyia van augmentar, i van obrir un segon estudi a San Francisco. L'any 2007, Channel 1 Releasing va adquirir Catalina Video i All Worlds Video, i va començar a remasteritzar i a editar de nou alguns dels seus títols per primera vegada en DVD. Channel 1 és propietat (en part) del director homosexual Chi Chi LaRue, que va tenir el seu inici en el negoci del porno dirigint films per a Catalina Studios en la dècada de 1980.